# Мушерань
Мушерань (мар. Кесемлак) — село в Моркинском районе Республики Марий Эл. Входит в состав Шалинского сельского поселения.

## География
Находится в юго-восточной части республики Марий Эл на расстоянии приблизительно 17 км по прямой на запад-северо-запад от районного центра посёлка Морки.

## История
Известно с 1763 года как деревня с населением 63 человека. В 1793 году в деревне насчитывалось 22 двора. С 1839 года деревня стала селом в связи с постройкой Троицкой церкви (действовала до 1938 года). В 1859 году в селе проживали 109 человек, было 15 дворов, в 1924 132 человека, в 1959 96. В 2004 году в селе находилось 21 хозяйство. В советское время работали колхозы «Мукш» и «Совет».

## Население
Население составляло 64 человека (мари 95 %) в 2002 году, 41 в 2010.